# Мстислав Ростиславич (князь ростовский)
Мстисла́в Ростисла́вич Безо́кий (умер 20 апреля 1178) — князь Новгородский в 1160—1161, 1175—1176, 1177—1178 годах, Городец-Остёрский в 1169—1171 годах, Ростовский в 1175—1176 годах, старший сын Ростислава Юрьевича и старший внук Юрия Долгорукого.

## Биография
Год рождения Мстислава неизвестен. Впервые в источниках он появляется в 1160 году, когда Андрей Боголюбский (брат отца Мстислава) посадил его на княжение в Новгороде. Однако уже через год Мстислав вместе с братьями был изгнан дядей из Руси. Пристанище они нашли в Византии, где Мстиславу дали под управление город Аскалон.
На Руси Мстислав вновь появился  около 1169 года, где занял Триполье, откуда его вскоре выгнали. Попытка перебраться ко двору дяди, Михаила Юрьевича в Переяславле также была неудачной, поэтому Мстиславу пришлось отправиться в Черниговскую землю. По некоторым сведениям до 1171 года он правил в Городце-Остёрском.
После убийства в 1174 году Андрея Боголюбского ростовские и суздальские бояре в 1175 году пригласили на княжение Мстислава с братом Ярополком. Мстислав сел в Ростове, а Ярополк в Суздале. Ставленники старого боярства, судя по всему, не расценивали прежнюю столицу Андрея Боголюбского, Владимир, в качестве центра княжества. Они считали его одним из суздальских пригородов, его жителей называли своими холопами-каменщиками.
Призванный владимирцами на княжение Михаил Юрьевич был вынужден покинуть город под военным нажимом боярства и Ростиславичей, и уехал в Чернигов к тамошнему князю Святославу Всеволодовичу, сопернику смоленских Ростиславичей, бывших противниками Андрея Боголюбского в последние годы его жизни и поддерживающих теперь Мстислава и Ярополка.
Уже в 1175 году с черниговской помощью Михаилу удалось вернуться во Владимир, затем и Суздаль признал его своим князем. После его смерти Мстислав и Ярополк вновь попытались овладеть престолом, но были разбиты Всеволодом Юрьевичем под Юрьевом, бежали к мужу своей сестры Глебу Ростиславичу Рязанскому, который выступил в поход, но был разбит Всеволодом на реке Колокше в 1177 году и попал в плен. Заступничество родственника жены Мстислава, Мстислава Ростиславича Храброго, было безуспешным, Мстислав с Ярополком были посажены в поруб, затем по требованию владимирцев ослеплены, после чего отпущены. Спустя год Мстислав умер на новгородском княжении.
Похоронен в Софийском соборе Великого Новгорода.

## Семья и дети
1-я жена:
- из потомков Ростислава Мстиславича Смоленского и Киевского.

Дети:
- Святослав.
- Василий.

2-я жена:
- дочь новгородского посадника Якуна Мирославича.

Ф. Б. Успенский указывает, что предком новгородцев Мирославичей некоторые исследователи считают Рёгнвальда Ульвссона, родича Ингигерды Киевской — эта связь могла послужить причиной брака.